# Campionato europeo femminile under 17 di calcio 2009
Il Campionato europeo femminile under 17 di calcio 2009 è stata la seconda edizione della competizione. La fase finale si è disputata a Nyon, in Svizzera, dal 22 al 25 giugno 2009.
Le 40 squadre partecipanti presero parte a due turni di qualificazione, con quattro squadre che si qualificarono per la fase finale. Questa edizione, come già quella inaugurale, fu vinta dalla Germania.

## Fase finale

### Tabellone
La fase finale fu giocata in Svizzera.
|  | Semifinali | Semifinali | Semifinali |        |          | Finale          | Finale          | Finale          |  |
|  |            |            |            |        |          |                 |                 |                 |  |
|  | Germania   | Germania   | 4          |        |          |                 |                 |                 |  |
|  | Germania   | Germania   | 4          |        |          |                 |                 |                 |  |
|  | Francia    | Francia    | 1          |        |          |                 |                 |                 |  |
|  | Francia    | Francia    | 1          |        | Germania | Germania        | 7               |                 |  |
|  |            |            |            |        | Germania | Germania        | 7               |                 |  |
|  |            |            | Spagna     | Spagna | 0        |                 |                 |                 |  |
|  | Norvegia   | Norvegia   | Spagna     | Spagna | 0        | 0               |                 |                 |  |
|  | Norvegia   | Norvegia   |            |        |          | 0               |                 |                 |  |
|  | Spagna     | Spagna     | 2          |        |          | Finale 3º posto | Finale 3º posto | Finale 3º posto |  |
|  | Spagna     | Spagna     | 2          |        |          |                 |                 |                 |  |
|  |            |            |            |        |          |                 |                 |                 |  |
|  |            |            |            |        |          | Norvegia        | Norvegia        | 1               |  |
|  |            |            |            |        |          | Norvegia        | Norvegia        | 1               |  |
|  |            |            |            |        |          | Francia         | Francia         | 3               |  |

### Finale
| Arbitro: | Katalin Kulcsár |

|  |           |                                                               |
|  | Marcatori | 3’ Mester 17’, 42’, 45’, 50’, 80’ Malinowski 67’ (rig.) Elsig |